# A escola
A escola (lett. "la scuola") originariamente era un testo teatrale del 1983, che è stato adattato dal suo autore, Miguel M. Abrahão, e ripubblicato in Brasile come un romanzo storico, nel 2007.

## Trama
Il libro ha come sfondo gli anni '30, durante la dittatura del governo di Getúlio Vargas. Il professor Bolivar Bueno, con idee rivoluzionarie, ha una forte influenza sugli studenti della scuola primaria Wolfgang Schubert.

## Genesi dell'opera
Nel 2005 il dramma è stato adattato dal suo autore al formato del romanzo, uscito nel 2007. In questo nuovo formato, Miguel M. Abrahão ha ampliato il contesto storico e approfondito temi come la rivoluzione costituzionalista e i conflitti tra comunismo e fascismo, fatti che sono stati notevoli nella storia del Brasile.
Fu con lo spettacolo A escola che João Vitti ha iniziato la sua carriera teatrale in Brasile.